# リューベック湾

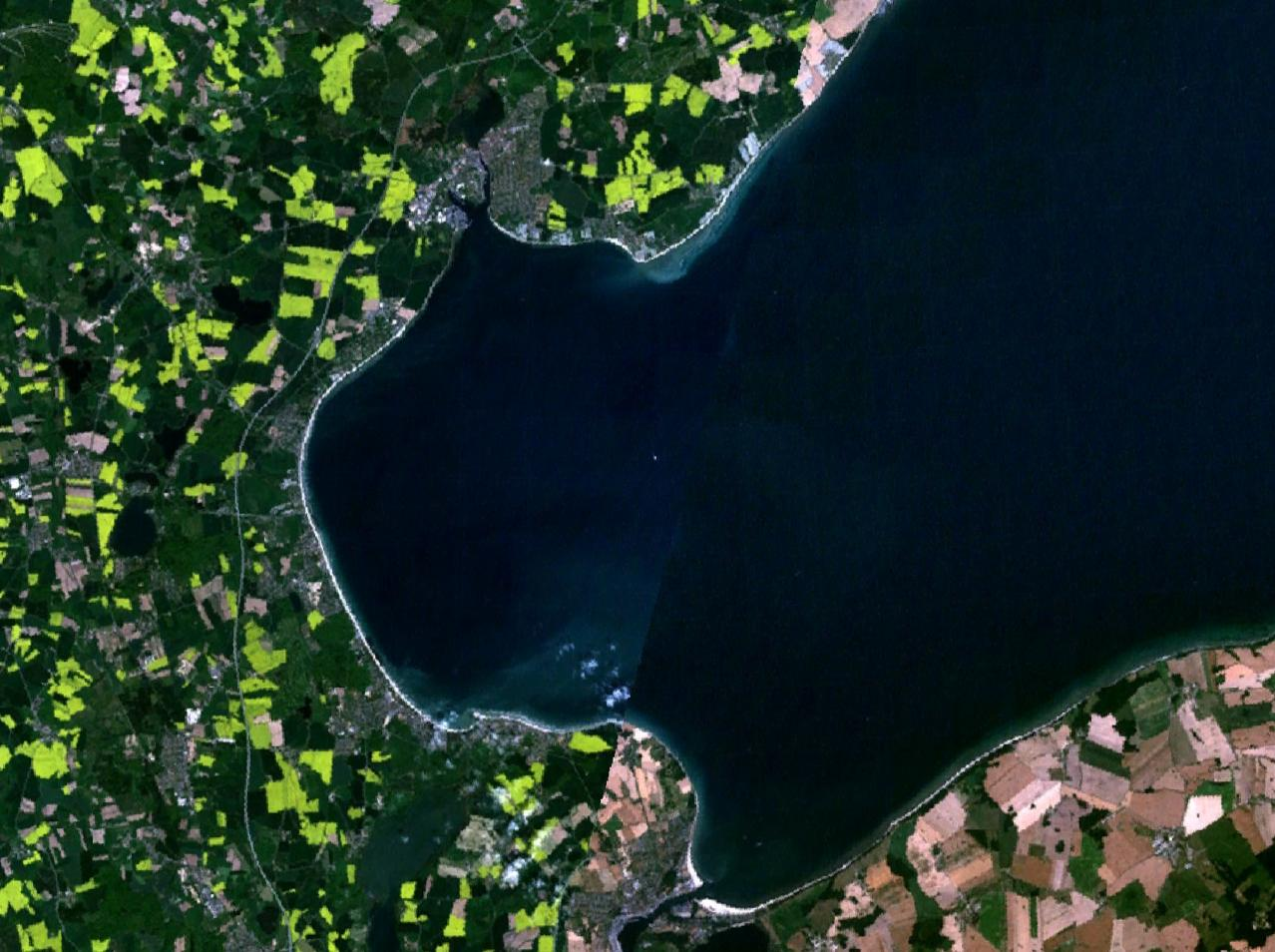
リューベック湾の衛星画像

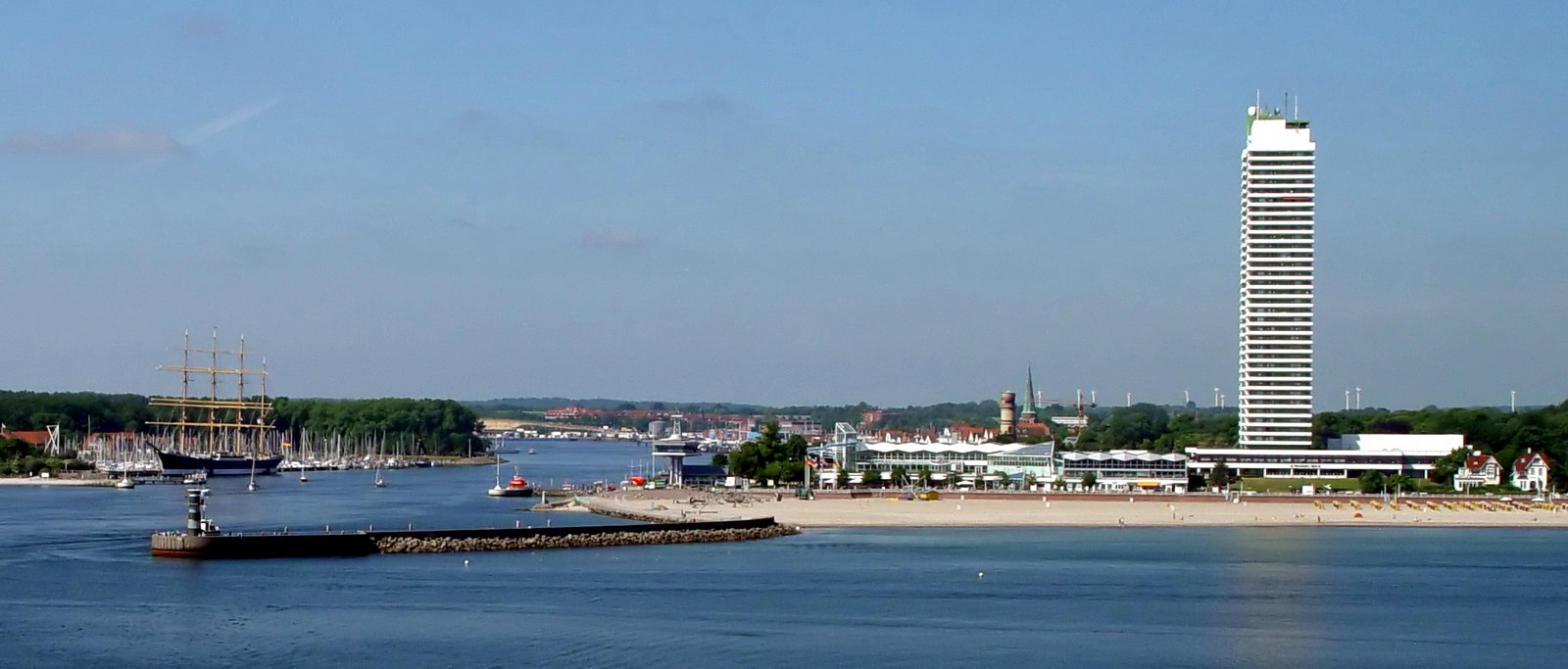
トラフェミュンデ

リューベック湾とは、バルト海南西部にある湾。北東方向に開けた湾であり、ドイツのメクレンブルク＝フォアポンメルン州およびシュレースヴィヒ＝ホルシュタイン州に面している。メクレンブルク湾の南西部を構成する。
主要な港は、トラーフェ川河口のリューベックとトラフェミュンデである。エルベ・リューベック運河が、バルト海とエルベ川を結んでいる。
座標: 北緯54度09分33秒 東経11度19分20秒 / 北緯54.15917度 東経11.32222度